# Дьєр-Мошон-Шопрон
Дьєр-Мо́шон-Шо́прон (угор. Győr-Moson-Sopron) — медьє на північному заході Угорщини біля кордону з Австрією та Словаччиною. Межує з медьє Комаром-Естерґом, Веспрем та Ваш. Адміністративний центр — Дьєр.

## Адміністративно-територіальний поділ

### Розподіл на яраші
З 15 липня 2013 року в Угорщині вступило в силу поділ медьє на яраші замість застарілих районів (кіштершегів).
| № | Яраш                      | Угорська назва         | Адміністративний центр | Громад | Громад | Населення | Площа  | Щільність | Карта |
| № | Яраш                      | Угорська назва         | Адміністративний центр | Всього | Місто  | Населення | Площа  | Щільність | Карта |
| - | ------------------------- | ---------------------- | ---------------------- | ------ | ------ | --------- | ------ | --------- | ----- |
| 1 | Чорнацький яраш           | Csornai járás          | Чорна                  | 33     | 1      | 32628     | 579,77 | 56        |       |
| 2 | Дьєрський яраш            | Győri járás            | Дьєр                   | 35     | 1      | 193445    | 903,41 | 214       |       |
| 3 | Капуварський яраш         | Kapuvári járás         | Капувар                | 19     | 2      | 23326     | 372,14 | 63        |       |
| 4 | Мошонмадьяроварський яраш | Mosonmagyaróvári járás | Мошонмадяровар         | 26     | 2      | 72839     | 899,97 | 81        |       |
| 5 | Паннонгалмський яраш      | Pannonhalmi járás      | Паннонгалма            | 17     | 1      | 15273     | 312,35 | 49        |       |
| 6 | Шопронський яраш          | Soproni járás          | Шопрон                 | 39     | 3      | 100155    | 867,75 | 115       |       |
| 7 | Тетський яраш             | Téti járás             | Тет                    | 14     | 1      | 14161     | 272,62 | 52        |       |